# Saint-Étienne–Andrézieux järnväg

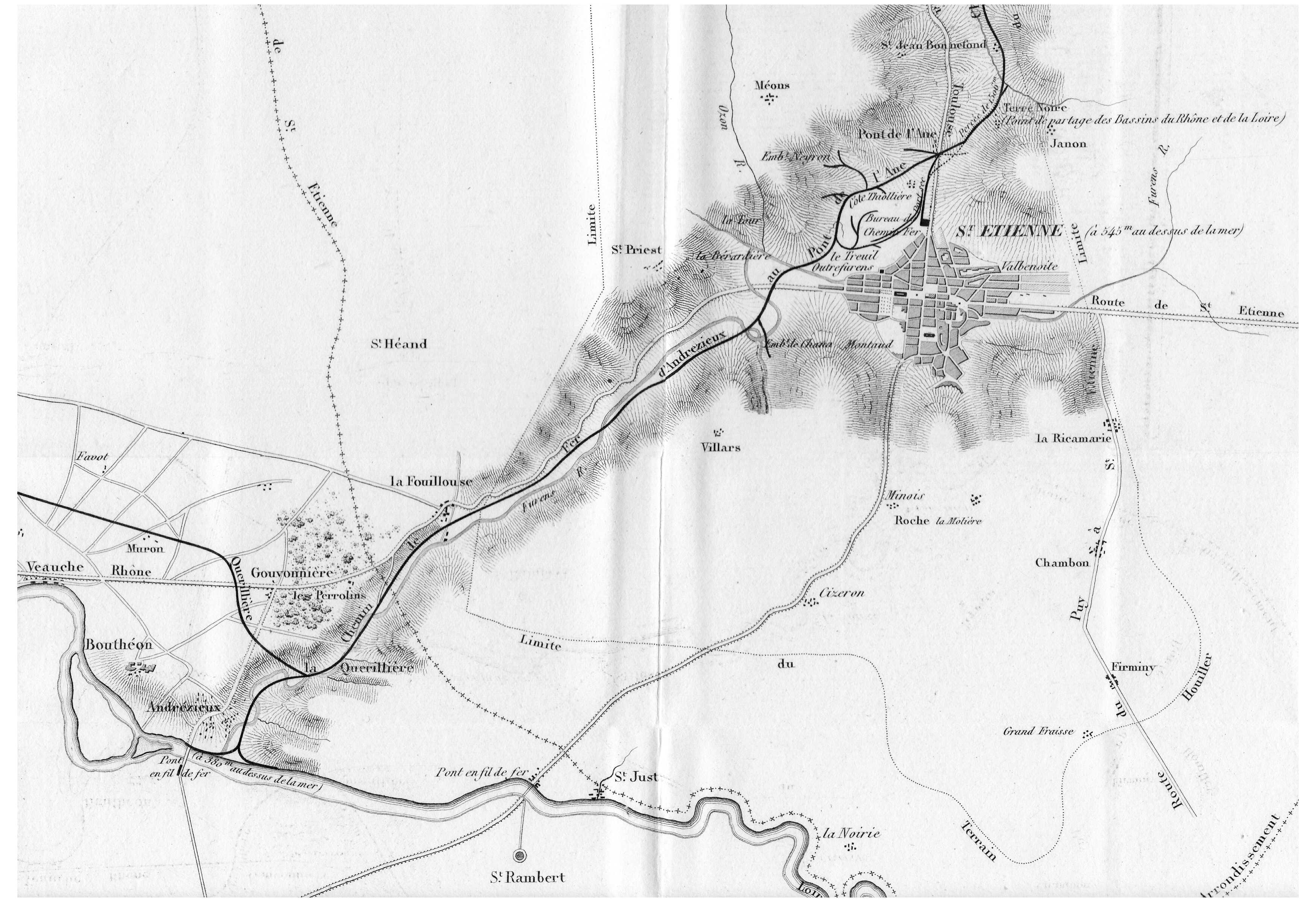
Karta, 1837

Saint-Étienne–Andrézieux järnväg var den första järnvägslinjen i Frankrike. Den var 18 kilometer lång och öppnades 1827 för att transportera kol från kolgruvorna vid Saint-Étienne till Pont-de-l’Âne vid Loires biflod Furan. Idag är denna bana, med något ändrad sträckning, del av järnvägslinjen Clermont-Ferrand–Saint Just sur Loire.
Bolaget "Compagnie du chemin de fer de Saint-Étienne à la Loire" bildades 1824 för att bygga och driva linjen. Driften påbörjades sommaren 1827. Linjen användes först enbart för hästdragen godstrafik. På retur till Saint-Étienne fraktade den grus, sand och kalksten. En svaghet med projektet var att Loire enbart är segelbar motströms till Andrézieux bara under ett fåtal dagar varje år. Därför fick båtar byggas i Andrézieux grannort Saint Rambert, vilka bara kunde segla medströms, varefter de fick säljas billigt, vilket negativt påverkade priset för koltransporten. 
Pssagerartrafik startade 1832. Hästdragna vagnar gick i fem kilometer i timmen fram till 1845, varefter bolaget satte in de två ångloken Loire och Furens, tillverkade av Schneider et Cie. Linjen var enkelspårig.
Sträckan mellan Andrézieux och hamnen i Le Coteau vid Loire byggdes 1830. 
År 1857 byggdes linjen  Andrézieux–Le Coteau om för att tillåta trafik med tyngre och snabbare tåg.